# Rue Henri-de-Bornier
Pour l’article homonyme, voir Rue Henri-de-Bornier (Toulouse).
La rue Henri-de-Bornier est une voie du 16e arrondissement de Paris, en France.

## Situation et accès

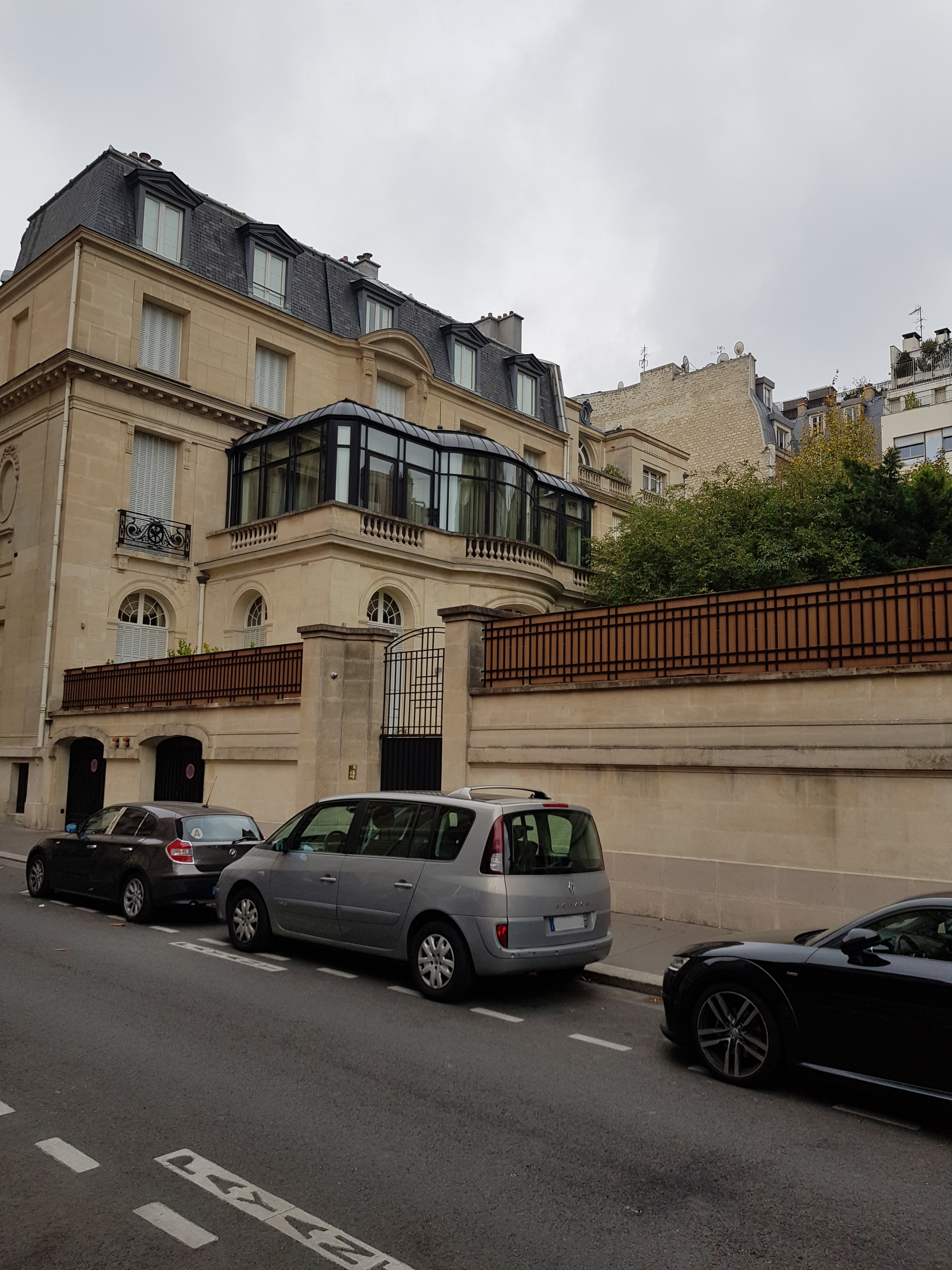
Immeuble à l'angle de la rue Octave-Feuillet.

La rue Henri-de-Bornier est une voie publique située dans le 16e arrondissement de Paris. Elle débute au 25, rue Octave-Feuillet et se termine au 18, rue de Franqueville.
Le quartier est desservi par la ligne C du RER, à la gare de l'avenue Henri-Martin.

## Origine du nom

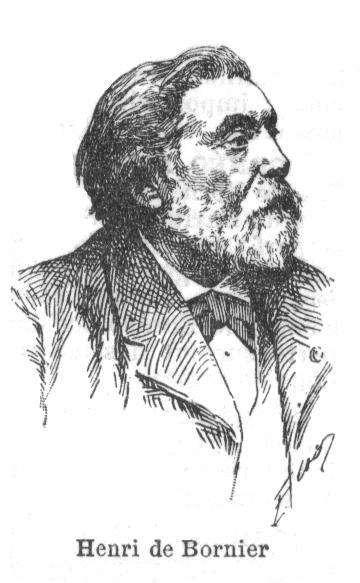
Henri de Bornier.

Elle doit son nom à l'auteur dramatique Henri de Bornier (1825-1901).

## Historique
Cette voie est ouverte sous sa dénomination actuelle en 1904 sur des terrains détachés du parc de la Muette,.
Elle est classée dans la voirie parisienne par décret du 15 mars 1927.

## Bâtiments remarquables et lieux de mémoire

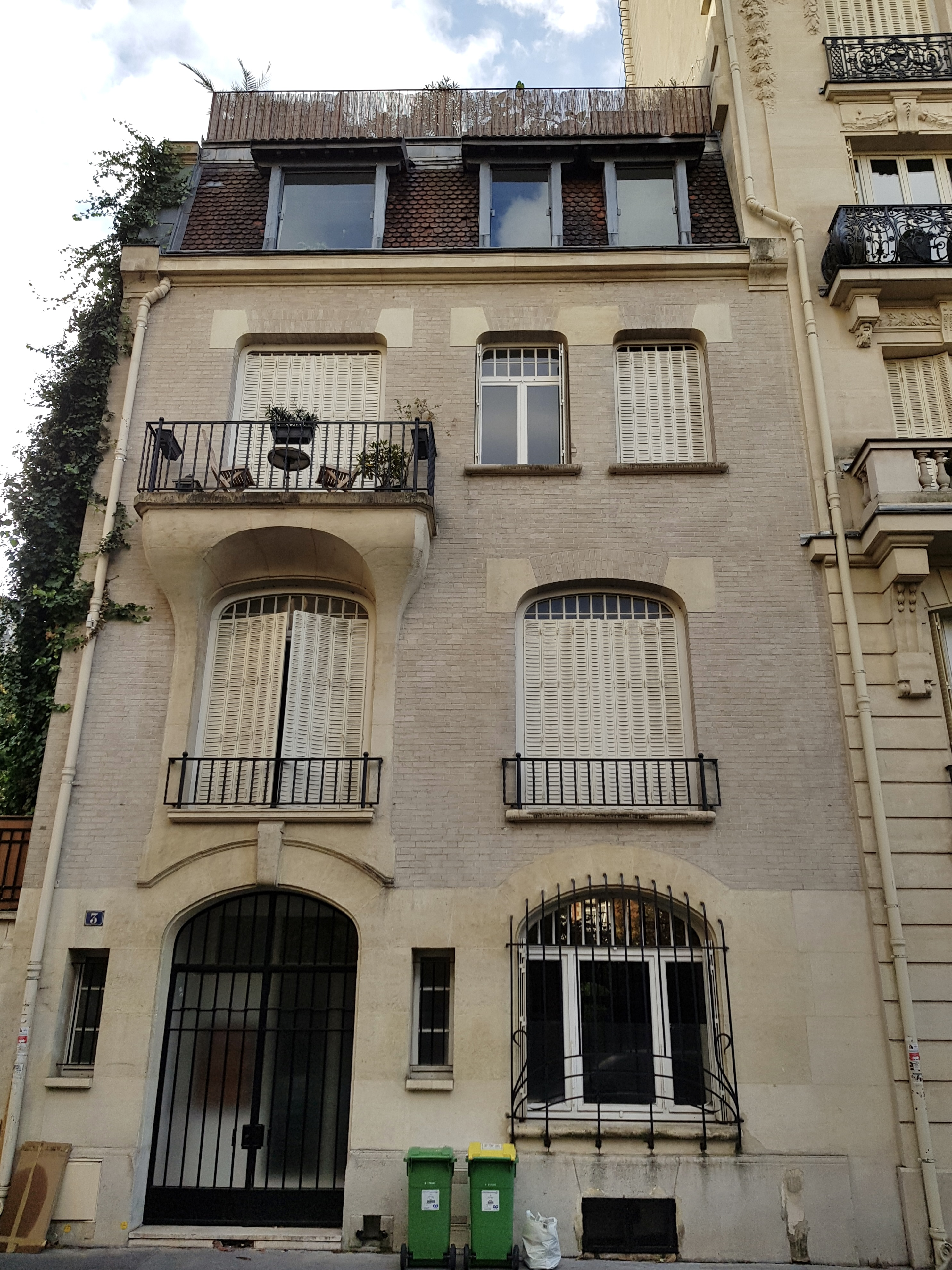
Immeuble du no 3.

- Angle rue Octave-Feuillet : hôtel particulier de deux étages construit en 1905 par les architectes Roger Bouvard et Faure-Dufairic pour le compte de J. Weinstein[3]. Jules Weinstein, rentier[4], y meurt le 22 janvier 1938 à l’âge de 80 ans[5]. On peut observer, de la rue, une spectaculaire véranda sur la façade ouest du bâtiment.
- No 3 : de 1907 à sa mort, cet hôtel particulier est la propriété de la chanteuse et meneuse de revue Gaby Deslys (1881-1920)[6],[7].